# Novell Thomas
Novell Aaron Thomas (Vancouver, 17 dicembre 1975) è un ex cestista e allenatore di pallacanestro canadese.

## Carriera
Con il Canada ha disputato i Campionati mondiali del 2002 e i Campionati americani del 2003.